# Sam and Delilah
Sam and Delilah is een lied van George Gershwin uit de musical Girl Crazy van 1930 op tekst van Ira Gershwin. Het lied werd het eerst uitgevoerd door Ethel Merman tijdens de première van Girl Crazy op 29 september 1930 in Philadelphia.
Het lied werd niet gebruikt in de verfilmingen van de musical uit 1931 en 1943, de film When the Boys Meet the Girls (1965) en de musical Crazy for You (1992). De tekst is gebaseerd op het oude Bijbelverhaal, verteld als een Western ‘Frankie and Johnny’, als een soort mengeling van het Country, spirituals en Broadway-blues.

## Bijzonderheden
Dat het woord 'passion' rijmt op 'cash in' in liedteksten is aanvaardbaar, maar wat niet aanvaardbaar is in liedteksten is het plaatsen van woorden als 'hooch' en 'kootch' op lange, hele noten in een langzame bluesmelodie zoals in het lied 'Sam and Delilah'. Dat soort woorden dienen snel te worden gezongen zodat het bij de luisteraar overkomt als een enkele lettergreep en niet als een woord dat bestaat uit twee lettergrepen.
Delilah got in action;
Delilah did her kootch.
She gave him satisfaction
And he fell
‘Neath her spell
With the aid of love and hooch.
'Hooch' was een synoniem voor de whiskey die gedronken werd in Klondike, die waarschijnlijk afstamt van een alcoholhoudende drank van de Hoochinoo indianen uit Alaska. Het woord 'kootch' komt van 'hootchy-kootchy', een uitdagende buikdans uit het Verre Oosten die voor het eerst gedemonstreerd werd tijdens de Wereldtentoonstelling van 1893 in Chicago.

## Kenmerken muziek
Het lied heeft de liedvorm A-A-B-A en staat in C majeur. Het tempo is een bluestempo: Tempo di blues. Meestal wordt het lied gezongen door een sopraan of een mezzo.

De eerste vier maten van Sam and Delilah:

## Bekendste vertolkingen[5]
- Ella Fitzgerald
- Duke Ellington
- Lorna Luft
- Tommy Dorsey
- Lee Wiley
- Nina Simone